# Třída Point
Třída Point je třída kutrů Pobřežní stráže Spojených států amerických o délce trupu 82 stop. Celkem bylo postaveno 79 jednotek této třídy. Až do ledna 1964 kutry nenesly žádná jména. Po jejich vyřazení kutry získala řada zahraničních uživatelů – Antigua a Barbuda (1 ks), Argentina (2 ks), Ázerbájdžán (1 ks), Dominikánská republika (3 ks), Ekvádor (1 ks), Filipíny (2 ks), Gruzie (2 ks), Jamajka (2 ks), Jižní Vietnam (26 ks), Kolumbie (4 ks), Kostarika (4 ks), Mexiko (2 ks), Panama (5 ks), Salvador (1 ks), Svatá Lucie (1 ks), Trinidad a Tobago (4 ks), Turkmenistán (1 ks) a Venezuela (4 ks). Několik plavidel získali rovněž civilní uživatelé, například Národní úřad pro oceán a atmosféru (3 ks).

## Pozadí vzniku

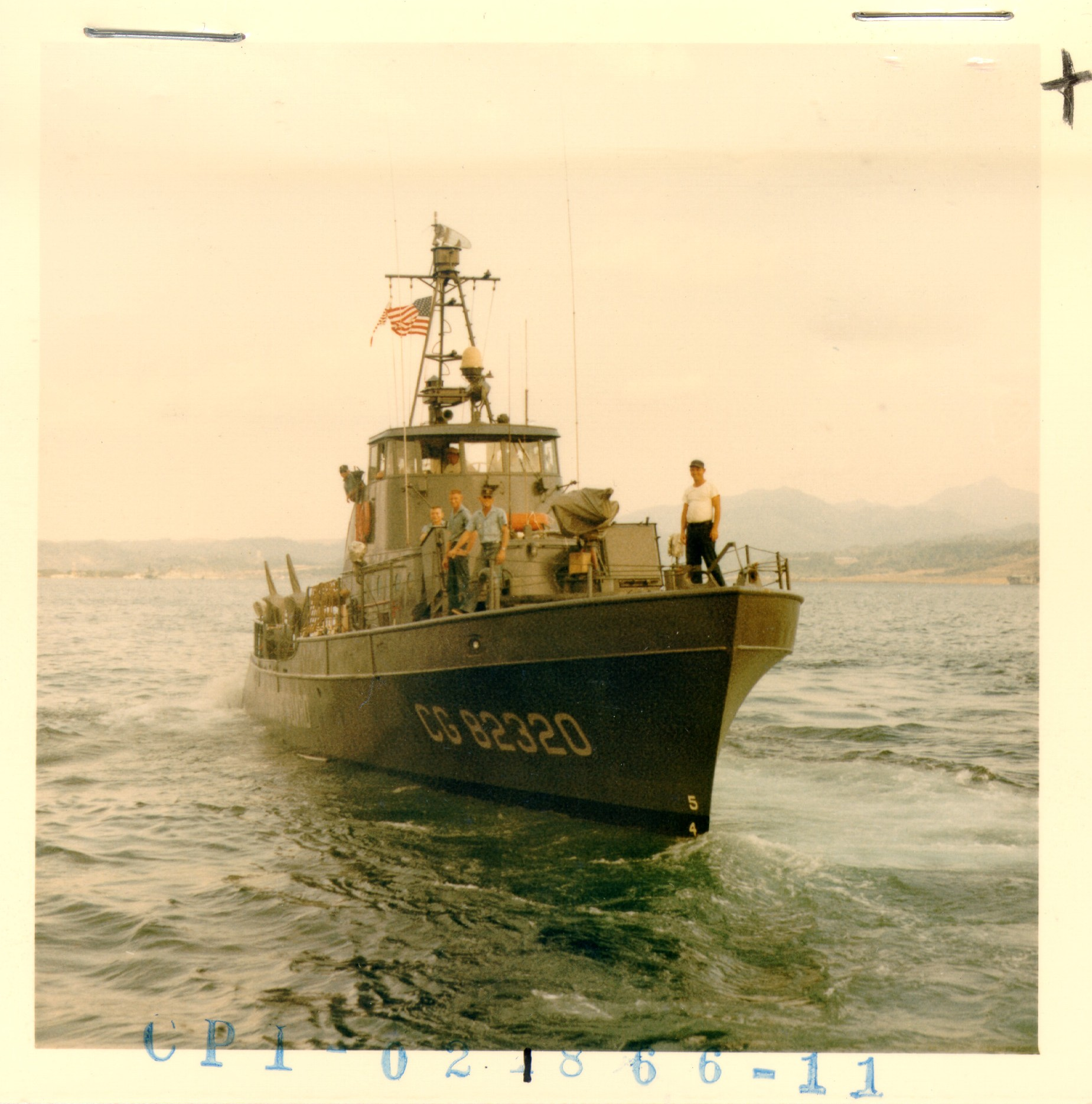
USCGC Point Kennedy (WPB-82320)

Celkem bylo v letech 1960–1970 do služby přijato 79 kutrů této třídy. Plavidla postavily loděnice United States Coast Guard Yard v Curtis Bay na okraji města Baltimore ve státě Maryland (60 ks) a J. Martinac SB ve městě Tacoma ve státě Washington (19 ks).

## Konstrukce

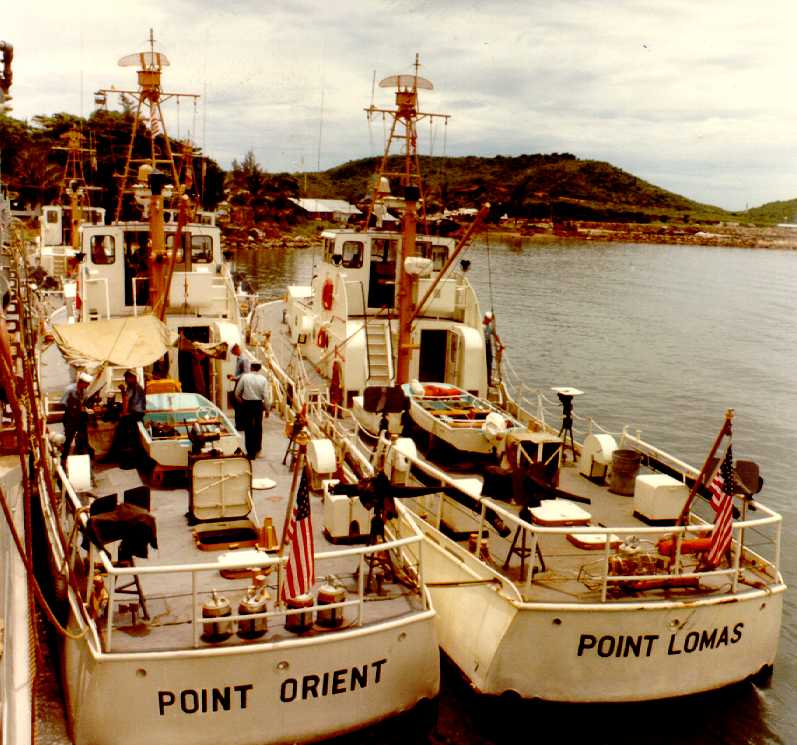
Kutry USCGC Point Orient a USCGC Point Lomas na základně v Da Nangu za vietnamské války

Plavidla mají ocelový trup a hliníkové nástavby. Po dokončení byla vyzbrojena pěti 12,7mm kulomety, výzbroj však byla různě modifikována. Např. kutr Point Arden měl během nasazení ve Vietnamu výzbroj zesílenu na jeden 20mm kanón, pět 12,7mm kulometů a jeden 81mm minomet. Pohonný systém tvoří dva diesely Cummins o výkonu 800 hp (část plavidel přitom původně nesla slabší diesely Cummins o výkonu 600 hp), pohánějící dva lodní šrouby. Nejvyšší rychlost je 17 uzlů a dosah 1800 námořních mil při rychlosti 8 uzlů.
Po roce 1990 byla zbylá plavidla provozovaná americkou pobřežní stráží vybavena motory Caterpillar.